# Danko Cvjetičanin
Danko Cvjetičanin, född 16 oktober 1963 i Zagreb, dåvarande Jugoslavien, är en kroatisk basketspelare som tog OS-silver 1988 i Seoul för Jugoslavien. Detta var fjärde gången i rad som Jugoslavien var med bland medaljörerna i herrbasketen vid olympiska spelen. Fyra år senare i Barcelona, då Kroatien deltog första gången som självständig nation, blev det silver igen.